# Walt Disney Studios Motion Pictures
Walt Disney Studios Motion Pictures — американский кинодистрибьютор, занимающийся дистрибуцией художественных фильмов. Принадлежит компании The Walt Disney Company. Основанная в 1953 году под названием Buena Vista Film Distribution Company, Inc. компания занимается дистрибуцией продукции Walt Disney Pictures, Walt Disney Animation Studios, Disneynature, Pixar, Marvel Studios, Lucasfilm, 20th Century Studios, Searchlight Pictures и Blue Sky Studios, которые входят в состав подразделения Walt Disney Studios.
Компания была основана Уолтом Диснеем в 1953 году как Buena Vista Film Distribution Company Inc. (позднее переименована в Buena Vista Distribution Inc. и Buena Vista Pictures Distribution Inc.). Нынешнее название компания получила в 2007 году.

## История
До 1953 года фильмы Disney выпускались:
- M.J. Winkler Pictures (1924–1926),
- Film Booking Offices of America (1926–1927),
- Universal Pictures (1927–1928),
- Celebrity Productions (1928–1930),
- Columbia Pictures (1930–1932),
- United Artists (1932–1937, и 1943),
- RKO Radio Pictures (1937–1954 [фильмы]; 1937–1956 [короткометражки])[9].

### Buena Vista
Спор с RKO Pictures в 1953 году по поводу распространения фильма «Живая пустыня», первого полнометражного фильма в серии «Настоящие приключения», заставила Уолта и его старшего брата Роя О. Диснея создать свою дочернюю компанию, полностью принадлежащую Buena Vista Film Distribution Company, Inc. (BVDC), для распространения собственной продукции в Северной Америке. RKO отказалась распространять фильм. Название «Buena Vista» произошло от одноименной улицы в Бербанке, штат Калифорния, где находилась Walt Disney Studios (и остаётся по сей день). Первым релизом Buena Vista был удостоенный премии «Оскар» полнометражный фильм «Живая пустыня», вместе с мультфильмом «Гудение, свист, звон и гул». Известными последующими релизами являются австрийский фильм «Молодые годы королевы», японский фильм «Ёкихи» выпущенный в кинотеатрах США в сентябре 1956 года, «Путешественник Миссури» в марте 1958 года, и The Big Fisherman в июле 1950 года (первое стороннее производство, финансируемое Disney).
К 5 июля 1957 года RKO Japan, Ltd. была продана Disney Productions и British Commonwealth Film Corporation. При распределении иностранных кинолицензий компании Disney будет использовать 5 и Commonwealth 8.
В апреле 1960 года компания отказалась от названия «Film». В 1961 году Disney учредила Buena Vista International (BVI), выпустив свой первый фильм с рейтингом PG, Take Down в январе 1979 года. Низкобюджетный фильм не был снят студией Disney и был приобретён у независимой студии, что сделало фильм «Черная дыра» первым фильмом Disney с рейтингом PG. В конце июля 1990 года Buena Vista сменила название на Buena Vista Pictures Distribution, Inc. (BVPD).
В 1980-х годах Disney приобрела контрольный пакет акций в одной из сетей Pacific Theatres, что привело к тому, что Buena Vista Theatres и Pacific отремонтировали «Эль-Капитан» и Crest к 1989 году. Crest был закончен первым, а «Эль-Капитан» открылся премьерой фильма «Ракетчик» 19 июня 1991 года.
В 1992 году Buena Vista выдала производственные кредиты на общую сумму 5,6 миллиона долларов в Cinergi Pictures для фильмов «Знахарь» и «Человек эпохи Возрождения» и «Цвет ночи». Корпорация приобрела 12,8% акций Cinergi с первичным публичным размещением акций в 1994 году. Вскоре BVPD подписала соглашение о распространении 25 фильмов с Cinergi.
Gaumont и Disney сформировали Gaumont Buena Vista International, совместное предприятие по французской дистрибуции, в 1993 году. В августе 1996 года Disney и Tokuma Shoten Publishing договорились, что Disney будет распространять мультфильмы Studio Ghibli и предоставлять 10% от производственных затрат на фильм «Унесённые призраками». Disney будет делать английские дубляжи и распространять 15 фильмов Ghibli через баннеры Walt Disney Pictures, Buena Vista Home Video, Miramax и Touchstone Pictures.
В сентябре 1996 года, после приобретения компанией Disney Capital Cities/ABC, Buena Vista Pictures Distribution, Inc. была объединена с ABC, Inc., материнской компанией этой группы.
В ноябре 1995 года во время премьеры мультфильма «История игрушек» Disney арендовала Голливудский масонский храм, примыкающий к театру «Эль-Капитан», для Totally Toy Story, мультимедийного funhouse и рекламного мероприятия для фильма. 17 июля 1998 года Buena Vista Pictures Distribution приобрела здание храма, чтобы продолжать использовать его в качестве рекламного места.
К 1997 году доля BVPD в Cinergi снизилась до 5%. После того, как девять фильмов были поставлены в соответствии с соглашением, Cinergi продала Disney 22 ноября 1997 года всю свою библиотеку из 12 фильмов, за исключением фильма «Крепкий орешек 3: Возмездие», плюс 20 миллионов долларов в обмен на акции Disney Cinergi, авансы на производство в размере 35,4 миллиона долларов и другие кредиты. В 2002 году Disney подписала контракт на четыре мультфильма с Vanguard Animation; однако в рамках этих переговоров вышел только один фильм.
В 2004 году BVI и Gaumont распустили своё французское совместное дистрибьюторское предприятие Gaumont Buena Vista International. Buena Vista International согласилась на дистрибьюторское соглашение с MegaStar Joint Venture Company Limited в апреле 2006 года для рынка Вьетнама.

### Walt Disney Studios Motion Pictures
25 апреля 2007 года Disney прекратила использование бренда Buena Vista в своём дистрибьюторском брендинге.
В начале 2009 года Disney заключила дистрибьюторское соглашение с реорганизованной DreamWorks; сделка требовала примерно 30 фильмов в течение пятилетнего периода от DreamWorks, и они будут выпущены через баннер Touchstone. В 2011 году GKIDS приобрела права на театральную дистрибуцию фильмов Ghibli в Северной Америке, а Walt Disney Studios Home Entertainment сохранила права на видео до июля 2017 года, когда эти права приобрела Shout! Factory. Тем не менее, Disney занимается дистрибуцией домашнего видеофильмов компании только в Японии и ранее на Тайване и в Китае.
Дистрибьюторское соглашение Disney с DreamWorks истекло в августе 2016 года, после того как две студии решили не продлевать своё соглашение 16 декабря 2015 года, в качестве дистрибьютора DreamWorks теперь выступает Universal Pictures. К концу сделки Disney выпустила 14 фильмов; 13 через Touchstone и один через Walt Disney Pictures. Disney приобрела полные права собственности на эти 14 фильмов от Amblin Partners в обмен на кредиты, предоставленные этой компании. «Свет в океане», последний фильм в этой дистрибьюторской сделке, также был последним фильмом, выпущенным под баннером Touchstone.
14 декабря 2017 года компания Walt Disney Company объявила о планах покупки 21st Century Fox, которая включала 20th Century Fox и Fox Searchlight Pictures. 20 марта 2019 года приобретение было завершено. После реорганизации и переименования приобретённых киноподразделений Walt Disney Studios Motion Pictures начала распространять фильмы 20th Century Studios в США, а Searchlight продолжала управлять своим подразделением.
В конце 2020 года и начале 2021 года Disney реорганизовал студию, поместив её под подразделение Disney Media and Entertainment Distribution, которое также контролирует выход фильмов на Disney+. В рамках этой структуры подразделение театральной дистрибуции контролировало внутренние и международные фильмы, снятые всеми студиями в рамках студии Walt Disney Studios. В феврале 2023 года вернувшийся главный исполнительный директор Боб Айгер отменил это решение и снова реорганизовал студию, вернув её как подразделение в компетенцию The Walt Disney Studios.

## Дистрибуция
Walt Disney Studios сняла или выпустила 36 фильмов, которые были номинированы на премию «Оскар» за лучший фильм: пятнадцать из ее бывшего подразделения Miramax, шесть от Touchstone Pictures и Searchlight Pictures, четыре от Walt Disney Pictures, три от 20th Century Studios, два от Hollywood Pictures и один Marvel Studios. Из этих фильмов пять одержали победу — «Английский пациент», «Влюблённый Шекспир», «Чикаго», «Старикам тут не место» от Miramax и «Земля кочевников» от Searchlight.
Walt Disney Studios Motion Pictures в настоящее время распространяет фильмы всех подразделений Walt Disney Studios, за исключением Searchlight Pictures, которая поддерживает свои автономные операции по распространению и маркетингу для релизов в США и на отдельных рынках. Другими киноподразделениями Disney и некоторыми сторонними студиями являются:
| Walt Disney Studios | Активные дистрибьюторские сделки | Бывшие дистрибьюторские сделки |
| --- | --- | --- |
| - Walt Disney Pictures - Disneynature - Walt Disney Animation Studios - Pixar - Marvel Studios - Lucasfilm - 20th Century Studios - 20th Century Family - Searchlight Pictures - 20th Century Animation Другие подразделения Disney - ABC Films - Disney+/Star Originals - Disney Original Documentary - Onyx Collective - Patagonik Film Group - Buena Vista International - Star Distribution - ESPN Films (80%) - National Geographic Films (73%) - Star Studios - A&E IndieFilms (50%) Бывшие подразделения Disney - Touchstone Pictures (1984–2016; неактивно) - Hollywood Pictures (1990–2001, 2006–2007; закрыто) - Caravan Pictures (1993–1999; closed) - Disneytoon Studios (1990–2018; закрыто) - 20th Digital Studio (2019-2023; распущено) - Blue Sky Studios (2019–2021; закрыто) - Fox 2000 Pictures (2019–2020; распущено) - Miramax Films (1993–2010; продано) - Dimension Films (1993–2005; продано) - DIC Entertainment (1996–2000; продано) - ImageMovers Digital (2009–2011; закрыто) - UTV Motion Pictures (2012–2017; закрыто) | - New Regency (2019–н. в.) - Scott Free Productions (1995–н. в.) - Gloria Sanchez Productions (2021–н. в.) - Lightstorm Entertainment (2019–н. в.) - TSG Entertainment (2019–н. в.) - Original Film (2019–н. в.) - Mandeville Films (1996–н. в.) - Mayhem Pictures (2002–н. в.) - Panay Films | - DreamWorks Pictures (2011–2016) - Jerry Bruckheimer Films (1993–2014) - Chernin Entertainment (2019–2020) - Cinergi Pictures (1993–1998; закрыто) - Beacon Pictures (2002–2007) - Studio Ghibli (North America; 1996–2014) - Vanguard Animation (2005) - POW! Entertainment (2007–2014) - Spyglass Entertainment (1998–2008) - Blinding Edge Pictures (1998–2005) - Universum Film (2005–2019, только Германия) - Pathé (2020–2021, только Великобритания) - Locksmith Animation (2019–2021) - Interscope Communications (1984-1996) |

### Международная дистрибуция
Walt Disney Studios Motion Pictures International была основана в 1961 году как Buena Vista International. 4 мая 1987 года, несмотря на то, что Disney является конкурентом в отрасли, она подписала соглашение о театральной дистрибуции с Warner Bros. International за показ фильмов Disney и Touchstone на многих зарубежных рынках, за исключением Австралии и Новой Зеландии, где вместо этого распространение прошло через Roadshow Distributors (из-за того, что Roadshow также распространяла фильмы Warner в этот период), при этом Disney сохраняет полный контроль над всеми решениями о распространении и маркетинге своего продукта (одной из заметных практик в этой политике является скрытые отсылки на Warner в плакатах, и это зачисляется только в очень мелкий текст, за исключением некоторых британских плакатов, где иногда отображается полный логотип). Warner ранее имела зарубежное дистрибьюторское партнёрство с Columbia Pictures, но оно было расформировано в 1988 году.
В 1992 году Disney решила прекратить совместное предприятие с Warner Bros., чтобы начать автономное распространение своих фильмов на этих вышеупомянутых зарубежных рынках, начиная с мультфильма «Аладдин», вдохновив Warner Bros. на создание лейбла Family Entertainment для самостоятельного распространения семейных фильмов под эгидой Warner в тот же период. На этих территориях с 1993 по 2007 год Disney возобновила название Buena Vista International, а также отправила под ним распространение в страны, которые не имели никаких текущих соглашений с другими компаниями. Затем Disney продолжила свои зарубежные отношения по распространению фильмов с Warner Bros. через сделку по распространению домашнего видео в Европе и Австралии, в которой Warner Home Video выпускала отдельные материалы Disney на DVD с 1999 по 2002 год, когда Disney решила самостоятельно выпускать DVD на этих вышеупомянутых территориях.
Italia Film, Ливанская компания по распространению и производству фильмов, является эксклюзивным партнёром Disney по дистрибуции фильмов на различных рынках Ближнего Востока и Северной Африки (MENA) с 1993 года, после того как в то время заключила сделку непосредственно с Buena Vista International. До этого Warner Bros. изначально занималась рынками MENA, за исключением Израиля, где Buena Vista сама занималась театральной дистрибуцией.
На Тайване дистрибуцией Disney сначала занималась MGM, затем этим занимались 20th Century Fox и Warner Bros. Местный дистрибьютор под названием Era Communications взял на себя распространение с 1992 по 1995 год. В то время Buena Vista начала свою тайваньскую деятельность. Columbia прекратила своё совместное подразделение с Fox и перешла на Buena Vista в 1999 году.
Права на фильмы Disney в Западной Германии изначально принадлежали MGM (под CIC в начале 1970-х годов), а затем 20th Century Fox и United International Pictures до совместного предприятия Warner Bros. В сентябре 2004 года Buena Vista International объявила, что начнёт распространение определённых фильмов от Universum Film в Германии и Австрии, начиная с февраля 2005 года, заменив предыдущую сделку с United International Pictures. Сделка закончилась в конце 2019 года после того, как Universum была продана RTL Group Tele München Group, которая впоследствии начала самостоятельно распространять фильмы под названием Leonine Distribution.
В Испании фильмы Disney изначально выпускала Filmayer S.A., теперь их выпускает Warner Española S.A.
В Великобритании фильмы Disney изначально выпускались в сотрудничестве между Disney и 20th Century Fox, известным как UK Film Distributors Ltd. до совместного предприятия Warner Bros.
В Италии и Бразилии фильмы Disneh изначально распространялись Cinema International Corporation и United International Pictures до совместного предприятия Warner Bros.
В Австралии и Новой Зеландии фильмы Disney сначала распространялись Metro-Goldwyn-Mayer, прежде чем распространение перешло на British Empire Films (позже Greater Union Film Distributors) после слияния австралийских сетей кинотеатров MGM, пока последняя не объединилась с Village Roadshow в 1987 году, и Roadshow Films не взяла на себя распространение. Компания начала распространять фильмы в Австралии и Новой Зеландии в 1999 году после того, как её дистрибьюторская сделка с Roadshow истекла в 1998 году.
В некоторых других странах Европы, таких как Польша, Венгрия и Чехия, фильмы Disney выпускались через местными дистрибьюторами, такими как Filmoteka Narodowa в Польше, InterCom Zrt. в Венгрии и Guild Film Distribution в Чехии соответственно.
Disney и Sony Pictures создали в 1997 году совместное предприятие по распространению фильмов в Юго-Восточной Азии. К декабрю 2006 года были созданы 14 совместных дистрибьюторских предприятий с Sony Pictures Releasing International и существуют в таких странах, как Бразилия, Мексика, Сингапур, Таиланд и Филиппины. В январе 2007 года их 15-е такое партнёрство начало операции в России и СНГ. В феврале 2017 года Sony начала покидать предприятие Юго-Восточной Азии с Филиппинами. 14 августа 2017 года Sony расторгла соглашение о совместном предприятии для своих операций. 31 января 2019 года, в ожидании приобретения большинства активов 21st Century Fox (включая 20th Century Fox), Disney согласилась продать свою долю в мексиканском совместном предприятии под названием Walt Disney Studios Sony Pictures Releasing de México компании Sony Pictures Releasing.
В Греции и Кипре фильмы Disney распространяются через местного дистрибьютора Feelgood Entertainment, который также распространяет фильмы Sony Pictures на этих территориях.
В Японии, чтобы адаптировать японскую модель распространения фильмов и видео, Walt Disney Studios Motion Pictures Japan и Walt Disney Studios Home Entertainment Japan были объединены в Walt Disney Studios Japan 1 марта 2010 года, подразделение дистрибуции было переименовано в Walt Disney Japan 22 ноября 2016 года.
В Китае, в соответствии с регулируемой политикой в отношении международной дистрибуции фильмов, все фильмы Disney в Китае распространяются компанией China Film Co., Ltd. и/или Huaxia Film Distribution, но Disney по-прежнему имеет все рекламные права на свои фильмы, если они не продаются сторонним компаниям.
Disney выпустила индийский тамильский фильм 2008 года Dasavathaaram в Канаде под баннером Buena Vista International.
Фильм австралийского производства Subdivision был выпущен в австралийских и новозеландских кинотеатрах 20 августа 2009 года лейблом Walt Disney Studios Motion Pictures под лейблом Buena Vista International в Австралии, а Lightning Entertainment занималась международным прокатом.
3 октября 2017 года было объявлено, что Disney будет заниматься международным распространением фильма М. Найта Шьямалана «Стекло», выпущенного в начале 2019 года через баннер Buena Vista International. Фильм является продолжением его ранних фильмов «Неуязвимый» (распространяется Disney через Touchstone) и «Сплит» (распространяется Universal Pictures). Благодаря соглашению с Disney Universal сохранила внутренние права на фильм, а Disney распространяла фильм за рубежом. Фильм британского производства «Патрик» также был выпущен в 2018 году компанией Disney под лейблом Buena Vista International в Великобритании. Мультфильм «Потерянное звено» также был выпущен Disney под названием Buena Vista International в Латинской Америке, России и некоторых странах Азии.
11 февраля 2022 года латиноамериканский филиал Buena Vista International был переименован в Star Distribution', так как брендинг Star заменил бренд Buena Vista в латиноамериканском регионе на Disney Latin America.
3 ноября 2022 года бразильский филиал Buena Vista International также был переименован в Star Distribution после того, как 11 февраля 2022 года в латиноамериканском регионе был отменён бренд Buena Vista. Тем не менее, название Buena Vista International всё ещё используется на латиноамериканских и бразильских версиях 20th Century/Searchlight.